# Expansion (nouvelle)
Expansion (titre original : Outward Bound) est une nouvelle de science-fiction, écrite par Norman Spinrad et publiée en mars 1964 dans le magazine Analog Science Fiction and Fact.

## Publications et notoriété
Elle a été publiée à une douzaine de reprises dans des recueils de nouvelles de Norman Spinrad ou des anthologies regroupant des auteurs distincts.
Elle est notamment parue aux États-Unis dans l'un des recueils les plus connus de Norman Spinrad, The Last Hurrah of the Golden Horde.
Elle a été publiée en France en 1979 dans le recueil Au cœur de l'orage, avec une traduction de Patrice Duvic.

## Résumé
La Terre est au centre d'une Fédération de planètes. Pour relier ces planètes, on ne dispose que de la faculté de se déplacer aux 2/3 de la vitesse de la lumière, mais sans pouvoir aller plus vite. Les voyages interstellaires prennent donc des décennies voire des siècles, les voyageurs étant placés en biostase (« Sommeil profond ») entre chaque planète.
L'Outward Bound est un vaisseau stellaire marchand, dirigé par Peter Reed. Il s'approche de la planète Maxwell, aux fins de commerce. Reed pense vendre aux Maxwelliens la dernière nouveauté technologique terrienne : le champ de force. Quand il arrive, des négociations débutent entre Reed et le chef de la planète, Lazlo Horvath. Ce dernier apprend au commerçant qu'il détient Ching Pen Yi, prisonnier recherché par la Flotte spatiale terrienne, sous les ordres du mythique amiral Jacob ben Ezra, et que Ching Pen Yi serait en possession de secrets mathématiques que la Terre souhaite récupérer à tout prix…
Peter Reed accepte d'échanger la technologie du champ de force contre trois tonnes de thorium, une technologie secondaire et le mystérieux prisonnier. Lorsque l'Outward Bound quitte Maxwell avec Ching Pen Yi, ben Ezra n'est qu'à quelques jours-lumière de la planète. La première préoccupation de Reed est de déterminer quels secrets sont détenus par Ching. Il apprend à ce dernier que ben Ezra les poursuit et lui explique qu'il envisage de le remettre à l'amiral. Ching lui révèle alors que ses travaux scientifiques portent sur la création, à long terme, d'un « réacteur à superpropulsion » permettant aux vaisseaux spatiaux de voyager plus vite que la vitesse de la lumière… La seconde préoccupation de Peter Reed devient alors d'échapper à la traque de ben Ezra…